# 大屋政子
大屋 政子（おおや まさこ、1920年（大正9年）10月27日 - 1999年（平成11年）1月16日）は、日本の歌手、実業家、タレント、作家。旧姓は森田。
元帝人社長大屋晋三の妻。実父は元衆議院議員の森田政義。

## 生涯

### 生い立ち
大阪府大阪市阿倍野区北畠生まれ。父親は熊本県天草出身の代議士森田政義、母親は大阪府出身。「お嬢様」として育つが、1939年（昭和14年）、政子19歳のとき、父・政義が心臓発作のため急死。これを機に生活は一変。父の取り巻きでにぎわっていた森田家にはもはや誰も寄り付かなくなり、懇意にしていた家を訪ねても、門さえ開けてくれなかった。政子は「没落したらあかんねん」と強く思い、この言葉が政子の口癖になった。

### 歌手としての活動・略奪婚・資産家として
大阪音楽学校を本科2年で中退後、コロムビア・レコードから歌手としてデビューし、戦後にテイチクへ移籍した。戦時中は軍属歌手として活動。戦後、クラブ歌手となる。当時、現職大臣であった大屋晋三と不倫の末、1950年に略奪婚。帝人の経営に介入する。
1976年には、週刊朝日に連載された江森陽弘による聞き書きが『帝人の大屋政子社長夫人はダンプ型外交官といわれるものすごい肝っ玉トップレディー』（二見書房）にまとめられた。
大阪を代表する資産家の一人となり、総資産は300億円と言われた。大阪の高級住宅地・帝塚山に、3階建・700坪の大邸宅を構えた。　

### 芸風・派手な衣装
高い声と年齢に合わないピンク色を基調とした派手な衣装を好み、高齢になってもなおミニスカートを愛用する等、日本国内では“色物タレント”として認知される傾向が強いが、フランスのフランソワ・ミッテラン大統領と電話したり、元日の『平成あっぱれテレビ』に出演した際に宮澤喜一のことを「喜一ちゃん」と呼んで電話を掛けたり出来る（ただしその時は宮澤は不在で繋がらなかった）ほどで、世界的には有名な“セレブ”であった。オードリー・ヘプバーン、ミッテラン大統領夫人などの有名人やVIPと会い、ツーショット写真を撮影したりもしている。高い声や派手な衣装は女性単身でビジネスを行うにあたり、社会に埋没しないため意識的に行ったものであり、地声はテレビで聞く声よりも低かったという。ロッド・スチュワートを敬愛し、大阪公演の際には、フェスティバルホール内にロッド・スチュワート鑑賞のための特別控え室まで用意したほど。ロッド・スチュワートの楽屋よりも広かった。

### セレブタレントとしての活動
不倫の末に略奪した夫・大屋晋三を生涯愛し、「ウチのお父ちゃん」と呼ぶ姿はマスコミを通じて一般にも有名になった。今日マスコミで取上げられる“セレブタレント”の走りとも言える。しかし、お嬢様育ちではあるが辛酸を舐めた経験から購入した屋敷の隅々を自ら掃除したり、若手タレントや芸人に対し、食事をご馳走したりする等優しい気配りで接したので、現在でも大屋政子に対して感謝を述べる俳優やタレントが多い。
なお、別居中ではあったがまだ既婚者であった夫を「うちのお父ちゃん」と呼び、選挙活動に積極的に参加した。このことから後年大屋は政界から退く要因となったため、政治家の妻としての生活は極めて短い。

### 財団理事として・バレエ教室校長としての活動
舞台芸術振興財団理事長などの要職を歴任。バレエにも造詣を持ち「大屋政子バレエ教室」を主宰し、「大屋政子バレエ財団」を設立するなど、文化的活動にも積極的に動いた。日本ヨハン・シュトラウス協会の設立にも尽力した。

### 晩年の没落
晩年は信頼していた側近2人に裏切られ、経営していたゴルフ場の工事の不正発注などにより約2億円を騙し取られた。以後、政子は人間不信になってしまったという。さらにそのゴルフ場で約100億円の簿外負債が発覚。借金返済のために所有していた財産の多くを売り払い、最終的に資産は数億円にまで減ってしまった。
1999年、胃がんのため78歳で死去。政子の入院中の看病をしたのは絶縁関係にあった一人娘の登史子で、死の直前に親子の和解が成った。日蓮宗の熱心な信者で、墓所は縁の深かった大阪市東住吉区中野の「法得寺」にある。
政子の死後、生前住んでいた大邸宅は解体され、跡地は現在老人ホーム「マサコーヌ帝塚山」となっている。施設名は政子にちなんだものであり、登史子が運営法人の理事長となって経営している。

### 受章
- 1977年 フランスプリマルキドキユエバス章
- 1977年 イタリアメリト勲章カバリエーレダーマ章
- 1978年 エジプトアラブ共和国勲一等科学芸術功労章
- 1978年 マダガスカル国功労勲章
- 1979年 フランス芸術文化勲章コマンドール章勲一等
- 1979年 ブルガリア国薔薇勲章シルバー章勲一等
- 1979年 ハンガリー文化功労章

## 家族・親族

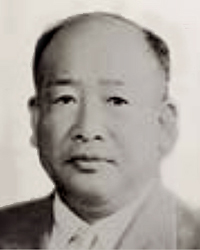
夫・大屋晋三

### 大屋家
（大阪府大阪市阿倍野区）
- 夫・晋三（実業家、政治家）

1894年（明治27年）7月生 - 1980年（昭和55年）3月没。元帝人社長。元参議院議員（自民党）。商工大臣、大蔵大臣、運輸大臣を歴任。
- 娘・登史子（医療法人健友会帝塚山病院理事長）

## 主な出演番組
- ポーラ婦人ニュース（大阪テレビ放送→朝日放送・KRテレビ→TBS共同制作）
- 笑っていいとも!（フジテレビ、1983年4月 - 1983年9月）※水曜日『ジュンちゃんのエアロびっくり新体操』の審査員を、西脇美智子と隔週でたこ八郎と共に担当。
- 恋ピューター（よみうりテレビ）
- 2時のワイドショー（よみうりテレビ）
- 24時間テレビ 「愛は地球を救う」（日本テレビ）※主に、90年代に出演していた｡
- サザエさんパート4（フジテレビ、1982年）
- ザ・ハングマンII 第28話「影との対決 ハングマン散る!」（朝日放送、1982年）※特別出演
- 火曜サスペンス劇場 / 愛しき妻よさらば（日本テレビ、1983年）
- ドラマスペシャル / 燃えて散る 炎の剣士 沖田総司（日本テレビ、1984年）
- 暴れん坊将軍シリーズ（テレビ朝日 / 東映）
  - 暴れん坊将軍III 第110話「死闘、護持院ヶ原の果し状」（1990年） - お政
  - 暴れん坊将軍IV
    - 第28話「紀州の海鳴り おやこ波」（1991年） - お楽の方 ※特別出演
    - 第67話「三年目の新妻化粧」（1992年） - お楽の方 ※特別出演

  - 暴れん坊将軍VI 第27話「炎上! 大奥の恋」（1995年） - お楽の方 ※特別出演

### CM出演
- キヤノン キヤノワード（1982年）
- 大日本除虫菊「金鳥かとりマット」（掛布雅之と共演）
- スリムビューティーハウス
- 室生ロイヤルカントリークラブ

## 著書
- 『帝人の大屋政子社長夫人はダンプ型外交官といわれるものすごい肝っ玉トップレディー』（聞き書き・江森陽弘、二見書房、1976年）
- パリ・オペラ座（編）アイヴォール・ゲスト（著）大屋政子（訳）『パリ・オペラ座バレエ』（大政商事出版部、1978年）
- 『大屋政子肝っ玉かあさんカミナリ対談』（大政商事出版部＝ダイナミックセラーズ、1978年）
- 『梅は孤り高く清らかに：田窪芳子の生きた道』（財界展望新社、1983年）
- 『天下茶屋の政子ちゃん』（講談社、1983年）
- 『政子ちゃんのメルヘン交遊録』（主婦の友社、1984年）
- 『春風駘蕩：政子ちゃんのはんなりトーク』（徳間書店、1986年）
- 『女は度胸：女は泣いたらあきまへん！』（ロングセラーズ、1987年）
- 『会う人はみんな財産：気くばりと努力とまごころが身につく生き方』（講談社、1993年）

## ディスコグラフィー
シングル
- アリラン娘/母子鳥（テイチク。1948年、「御風真弓」（レコードでの表記は「御風まゆみ」）名義）
- 過去（きず）/エーッ?嘘ォ!ヤダー!ホント!?（ワーナーパイオニア。1981年、「大屋政子」名義。有線放送で取り上げられてヒット、6万枚の売上を記録した[5]）
- 政子ちゃん音頭/恋ごっこのバラード（ビクター。1983年、「大屋政子、ボニージャックス」名義）

アルバム
- 大屋政子・ライブコンサート（ワーナーパイオニア。1979年）